# Municipio de Ciudad del Plata
El municipio de Ciudad del Plata es uno de los municipios del departamento de San José, Uruguay. Tiene su sede en la ciudad homónima.

## Ubicación
El municipio se encuentra situado en el extremo sureste del departamento de San José.

## Características
El municipio de Ciudad del Plata fue creado por Ley N.º 18658 del 15 de marzo de 2010, y forma parte del departamento de San José. Comprende los distritos electorales OEI, OGA, OGB, OGC, OGD y OGE de ese departamento.
El territorio correspondiente a este municipio comprende un área total de 125.8 km², y alberga una población de 32.154 habitantes de acuerdo a datos del censo del año 2011, lo que implica una densidad de población de 255.6 hab/km². Según el censo de 2023 el municipio de Ciudad del Plata cuenta con una población de 39.108 habitantes demostrando a la vez un crecimiento demográfico importante.Crecimiento de población.

## Localidades incluidas en el municipio
- Delta El Tigre
- Sofima
- Villa Rives
- San Fernando
- Parque Postel
- San Fernando Chico
- Parque del Plata
- Safici
- Las Violetas
- Monte Grande
- Santa Mónica
- Santa Victoria
- Autódromo
- Playa Penino
- Santa María
- Playa Pascual
- Villa Olímpica
- San Luis
- Colonia Galland
- Cerámicas del Sur
- Colonia Wilson

## Autoridades
La autoridad del municipio es el Concejo Municipal, compuesto por el alcalde y cuatro concejales.
| Nº | Alcalde                  | Partido          | Suplente         | Inicio del mandato      | Fin del mandato         | Observaciones      | Concejales                                                                                 |
| -- | ------------------------ | ---------------- | ---------------- | ----------------------- | ----------------------- | ------------------ | ------------------------------------------------------------------------------------------ |
| 1  | Jesús Cenández           | Frente Amplio    | José Vega        | 9 de julio de 2010      | julio de 2015           | Alcalde electo     | Héctor Figueroa (FA), Walter Martínez (FA), Milton Pastorini (PN) y Elizabeth Cabrera (PN) |
| 2  | Walter Martínez          | Frente Amplio    | Laura Colombo    | julio de 2015           | 26 de abril de 2017     | Alcalde electo     | Eduardo Fleita (FA), Nelson Hernández (FA), Milton Pastorini (PN) y José Campot (PN)       |
| 3  | Laura Colombo            | Frente Amplio    | Martín Maldonado | 26 de abril de 2017     | 25 de noviembre de 2020 | Alcaldesa interina | Nelsón Mansilla (FA), Nelson Hernández (FA), Milton Pastorini (PN) y José Campot (PN)      |
| 4  | Marianita Fonseca Medina | Partido Nacional | Milton Pastorini | 26 de noviembre de 2020 | presente                | Alcaldesa electa   | Denis Hornos (PN), Samuel Silvera (PN), Richard Mariani (FA) y Martín Maldonado (FA)       |